# دهمین پادشاه دیوانه
دهمین پادشاه دیوانه یا دهمین پادشاهی (به انگلیسی: The 10th Kingdom) یک مینی‌سریال فانتزی-تخیلی محصول سال ۲۰۰۰ آمریکا است که توسط سایمون مور نوشته شده و توسط «کارنیوال فیلمز» بریتانیا، «بَبلزبرگ فیلم اند فرزهن» آلمان و «استودیو هالسیون» تولید شده است. این سریال ماجراهای یک زن جوان و پدرش را پس از انتقال آنها از شهر نیویورک، از طریق یک آیینه جادویی، به دنیای افسانه‌ها را به تصویر می‌کشد.